# 聖馬丁縣 (聖大非省)

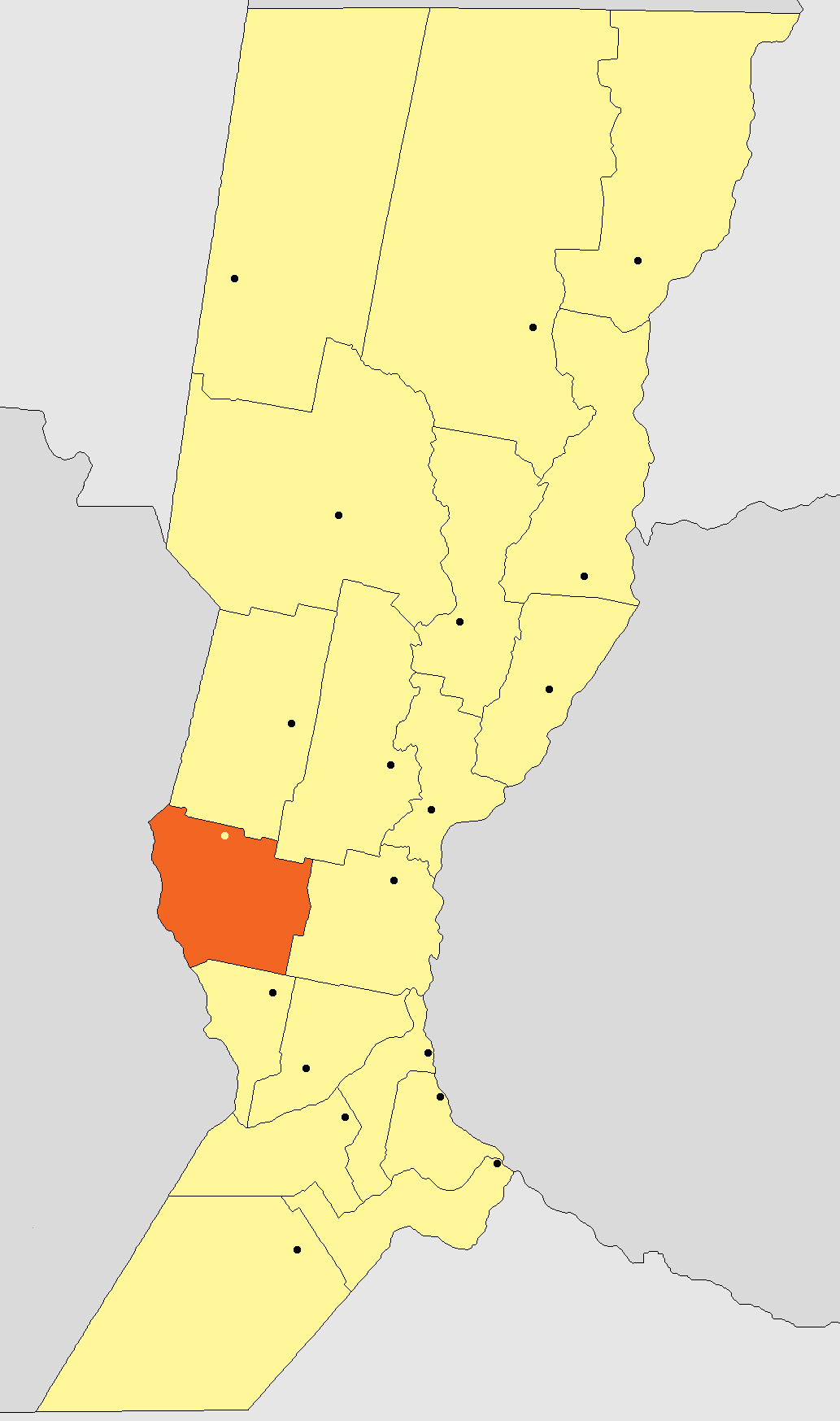

31°46′5″S 61°49′45″W / 31.76806°S 61.82917°W
聖馬丁縣（西班牙語：Departamento San Martín），是阿根廷的縣份，位於該國東北部聖大非省，首府設於薩斯特雷，西面是科爾多瓦省，面積4,860平方公里，2010年人口63,842，人口密度每平方公里13.14人。